# ایزومار
انجمن تحقیقات بازاریابی اروپا | ایزومار (ESOMAR) یک سازمان عضویت برای پژوهش‌گران بازار، پژوهندگان اجتماعی، و نظرسنجی است که در سال ۱۹۴۷ بنیاد گذاشته شد. 
 ایزومار از سال ۱۹۴۸ آیین‌نامه‌های اخلاقی و راهنمایی برای اعضای خود منتشر کرده‌است، از سال ۱۹۷۷ یک آیین‌نامه مشترک با اتاق بازرگانی بین‌المللی (ICC) منتشر می‌شود. 

## تاریخچه
ایزومار در سال ۱۹۴۷ تأسیس شد.  
در سال ۱۹۴۸ اولین نسخه از آیین‌نامه‌های اجرایی برای اعضای منتشر شد. 
در سال ۱۹۷۶ ایزومار و ICC یک آیین‌نامه اجرایی تعیین کردند و اولین آیین‌نامه عملی مشترک در ۱۹۷۷ منتشر شد، با بازنگری در ۱۹۸۶، ۱۹۹۴ و 2007.  در تجدیدنظر سال ۲۰۱۶ عنوان و محتوا تغییر داده شد تا شامل تجزیه و تحلیل داده‌ها باشد. 

## فعالیت‌ها
ایزومار اطلاعات مربوط به تحقیقات بازاریابی را تولید می‌کند.  ایزومار ماهانه مجله Research World را منتشر می‌کند ، ناشر کتابخانه آنلاین ویلی ادعا می‌کند که تیراژ جهانی نزدیک به ۲۰٬۰۰۰ نفر با اکثریت خوانندگان اروپایی می‌باشد. 

## شرکت‌هایتحقیقات بازاریابیایرانی عضو ایزومار (ESOMAR)
- مؤسسه پژوهشگران بین‌المللی آگاه
- شرکت تحقیقات بازاریابی راهبربازار

## برای مطالعهٔ بیشتر
- آیین‌نامه بین‌المللی تحقیقات بازریابی
- ESOMAR; ICC (December 2007). "ICC/ESOMAR International Code on Market and Social Research" (PDF) (4 ed.). ESOMAR & ICC. Archived from the original (PDF) on 3 September 2018. Retrieved 13 December 2019.
- Danilovich, John; Raben, Finn (2016). "ICC/ESOMAR International Code on Market, Opinion and Social Research and Data Analytics" (PDF). ESOMAR & ICC. Archived from the original (PDF) on 27 March 2019. Retrieved 13 December 2019.